# Doljani (Novi Pazar)
Doljani (srbsky Дољани) je vesnice v jihozápadní části Srbska, v regionu Sandžak administrativně spadající pod opštinu Novi Pazar. Rozkládá se na vedlejší komunikaci mezi městy Novi Pazar a Rasno, v hornaté krajině. V roce 2011 zde žilo 127 obyvatel.
Z národnostního hlediska je obyvatelstvo většinově srbské národnosti (cca 96 %) a zastoupena je i národnost bosňácká.
V blízkosti vesnice se nachází klášter Sopoćani.